# 20305 Фелісіяєн
20305 Фелісіяєн (20305 Feliciayen) — астероїд головного поясу, відкритий 31 березня 1998 року.
Тіссеранів параметр щодо Юпітера — 3,581.